# アイリッシュ・フルート
アイリッシュフルート（英: Irish flute）は、アイルランドの伝統音楽によく使用されるために20世紀後半から、そう呼ばれるようになった。アイルランドでは18世紀以降にヨーロッパから取り入れられたのでジャーマンフルートと呼ばれている。単にフルートと呼ばれる方が一般的。コンサートフルートとも呼ばれる。フランスで以前の円錐形ボアから円筒状のものが発明された単純なシステムの木製フルートから、近代のすべてキーの付いたものまで、あらゆる型のものが存在していた。アイルランド伝統音楽、スコットランド伝統音楽、あるいはブルターニュおよびその他の民俗音楽での使用に適うために改良されたタイプのものもある。伝統的なアイリッシュフルート奏者の大半はキーが一つ、またはキー無しの単純なシステムの木製フルートを使用する。
アイルランドの全てのカウンティで演奏されているものの、アイリッシュ・フルートの中心地は、中西部のカウンティのロスコモン、リートリム、スライゴ、ファーマナ南部、ゴールウェイ東部、クレア、リムリック西部である。

## 物理的特性

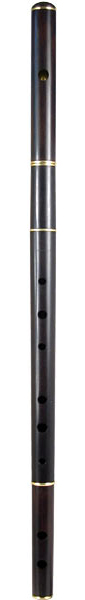
（キー無し）木製フルート

この古いタイプのフルートは、孔が空いただけ、またはキーが一つしか付いていない単純なシステムの横笛であり、音孔を連続的に塞ぐと全音階（長調）が得られる。古典派時代のほとんどのフルートと現代に製造された笛の一部は、金属製のキーを使用し、半音階の調性を部分的または完全に得るための追加の音孔を備えている。単純なシステムのフルートは、木製の造り、特徴的なアンブシュア、指で直接穴を塞ぐ（キー無しの）ため、金属製とは明らかに異なる音色を持っている。D調が最も一般的であるが、単純なシステムのフルートは他の調性でも演奏可能で、アイルランド音楽ではE♭、B♭、Cの調でも演奏することができる。しかし、Dフルートは非移調楽器なので、運指表のCの指で押さえるとコンサートピッチのCが鳴る。Dフルートの名前の由来は、最も単純な6つの孔を持つ木製フルートがDを最低音とし、クロスフィンガリングを使わずにDの音階を演奏することに由来する。E♭、B♭、C版は移調楽器である。
フルートは6つの主孔を持つ。Dフルート（最も一般的な種類）で、塞がれた指孔をX、開いている指孔をOの記号で表わすと、全ての孔を塞いだ状態（それぞれの手で3本の指）はXXX-XXX = Dと表わすことができる。音階は、XXX-XXO = E、XXX-XOO = F♯、XXX-OOO = G、XXO-OOO = A、XOO-OOO = B、OOO-OOO = C♯、XXX-XXXまたはOXX-XXX = オクターブ上のDで鳴り、完全なニ長調の音階となる。
木製フルートは頭部は円筒形ボア、胴体部は円錐形ボアを持つ。このボアは頭部の端で最大で、足部へいくにつれて縮小していく。これは任意の音孔に対してフルートの長さが短くなる効果がある。
現代のベーム式キーシステムフルートは、一般的にCの調性であることから、現代の演奏家との間で混乱が生じる。これは、ロー（低い）Cに到達できるようにキイが追加されたためであるが、現代の金属製ベーム式フルートでも6つの主要な指穴（親指キイも閉じる）だけを覆うと（XXX-XXX）、D音が得られる。多くの技術的な理由から、単純なシステム木製D管フルートは、単純なシステムのC管フルートとは対照的に、その運指ポジションで得られる音高は、コンサートC管現代ベーム式フルートの音高をより忠実に反映している。テオバルト・ベームは、半音階をより簡単に演奏できるようにフルートを完全に再設計した。ベーム式フルートは円筒形ボア（頭部は放物線状ボア）を持ち、音孔を理想的な位置に配置し、理想的な大きさにするためにキーを使用する。

## 歴史的展開
この名称の意味合いとは裏腹に、アイリッシュフルートはアイルランド固有の楽器ではない。単純なシステムの円錐形ボアフルートは、現代的なベーム式西洋コンサートフルートが19世紀中頃に出現する前に人々が演奏していた楽器である。単純なシステムのフルートは大抵は木製（コーカス、グラナディラ、ローズウッド、コクタン等）である。この種類のフルートを製造する製造業者はいくつかあったが、その中でもイギリスの発明家でフルート奏者のチャールズ・ニコルソンJrは、横向き木製フルートを根本的に改良したものを開発した 。

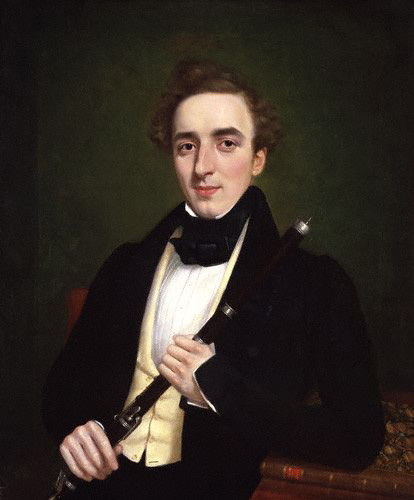
フルートを持つチャールズ・ニコルソン。1834年の肖像画。

19世紀後半から、大孔径フルートには主に、ロンドンに本拠地を置く2つの会社、ルダル&ローズ（Rudall & Rose）社と後のブージー（Boosey）& Co.社による2つのスタイルがあった。ブージー& Co.社は、1840年代から1850年代にかけて著名なフルート奏者であったロバート・シドニー・プラッテンが考案したプラッテンフルートを製造した。ジョージ・ルダルはアマチュアの重要なプレイヤーで、ニコルソンJrに師事した後、自身で指導を行っていた。ルダルは1820年頃にジョン・ミッチェル・ローズに紹介され、2人の長い付き合いが始まった。プラッテンフルートの方がボアが広く、大きな音を出すことができる。ルダル＆ローズフルートは、プラッテンフルートよりも暗く純粋な音色で、やや薄いという評判があったが、同社は主にコーカス材やツゲ材を使用した様々なスタイルのフルートを製造した。これらの独自のフルートの多くには、キイを使用してC♯とCの両方の演奏が可能なフットジョイントが付いていた。現代のメーカーの中には、これらのキイを使用せずに、キイの位置に2つの孔を設けた長いフットジョイントを維持しているものもあるが、これは19世紀の元のフルートの音高と音色をより良く再現するためと考えられている。
単純なシステムのフルートは、伝統的な民俗音楽家を念頭に置いて作られたものではなく、コンサート音楽家によって単純な木製フルートが捨てられていく中で、アマチュアのフルート奏者によって使い続けられた。ベルファスト生まれのフルート製作者、サミュエル・コリン・ハミルトンは、19世紀にアイルランドに広まった軍用フルート隊やファイフ隊が、ダンス音楽にも使用できる楽器としてのフルートをアイルランド社会に普及させる役割を果たしたと考えている。また、19世紀半ばからのアイルランドの経済状況の好転により、楽器を手に入れることができる人が増加した。

## 現代の変種と製作者
今日、横向きの「単純システム・アイリッシュ」フルートは、様々な伝統音楽スタイルの演奏のために作られている。アイルランドの伝統では最も一般的な材質は木であるが、デルリンやPVC、また竹させも使われる。しかし、木が今のところまだ最も人気の材質である。これらの現代アイリッシュ・フルートは金属製のキイを追加したものや、全くキイを持たないものなど、様々な種類がある。ほとんどは現代的な方法を使用して調律されており、一般的に現代的な楽器と合わせるのに優れている。すべてがティン・ホイッスルのような基本的な6つの孔の全音階設計を持っている。
今日の製作者は古い設計を模倣しながら（特定のモデルや製造番号に焦点を当てる）、現代の基準であるA=440の平均律を維持している。ルダル＆ローズやプラッテンのフルートは中全音律で作られていたが、平均律で作られたものもある。
現代のアイルランド人の木製フルート製作者には以下の人物がいる。
- Eamonn Cotter - アイルランド、クレア県[9]
- Martin Doyle - アイルランド、クレア県、リスカナー（英語版）近郊[10]
- Hammy Hamilton - ウェスト・コーク（英語版）地方、クール・エー（英語版）[11]
- Terry McGee - オーストラリア[12]

## 演奏技術
アイルランドの伝統音楽における現代的な演奏技術は、ティン・ホイッスルの技術と多くの共通点を持つ。これには、カット、ストライク、ロールなど数多くの装飾音を使用して音楽を飾ることが含まれる。一般的な装飾音やアーティキュレーションには、以下のなものがある。
カットおよびストライク（タップあるいはパット）
「カット」は指を素早く持ち上げて下ろすこと、「ストライク」は開いた孔を指で素早く叩いてから持ち上げること。
ロール
「ロール」はまずカットがあり、次にストライクがある音。また、ロールは、異なるアーティキュレーションを持つ同一の音高と長さの同じ音の集まりと考えることができる。
クラン（crann, Cran）
「クラン」はイリアン・パイプスの伝統から借用した装飾音である。クランは、タップやストライクではなく、カットのみが使用されていることを除いて、ロールに似ている。